# Melbourne Village
Melbourne Village é uma vila localizada no estado americano da Flórida, no condado de Brevard. Foi incorporada em 1957.

## Geografia
De acordo com o United States Census Bureau, a vila tem uma área de 1,5 km², onde todos os 1,5 km² estão cobertos por terra.

### Localidades na vizinhança
O diagrama seguinte representa as localidades num raio de 16 km ao redor de Melbourne Village.

## Demografia
Segundo o censo nacional de 2010, a sua população é de 662 habitantes e sua densidade populacional é de 433,22 hab/km². É a localidade menos populosa do condado de Brevard. Possui 330 residências, que resulta em uma densidade de 215,96 residências/km².